# Marina Zarzeczewo

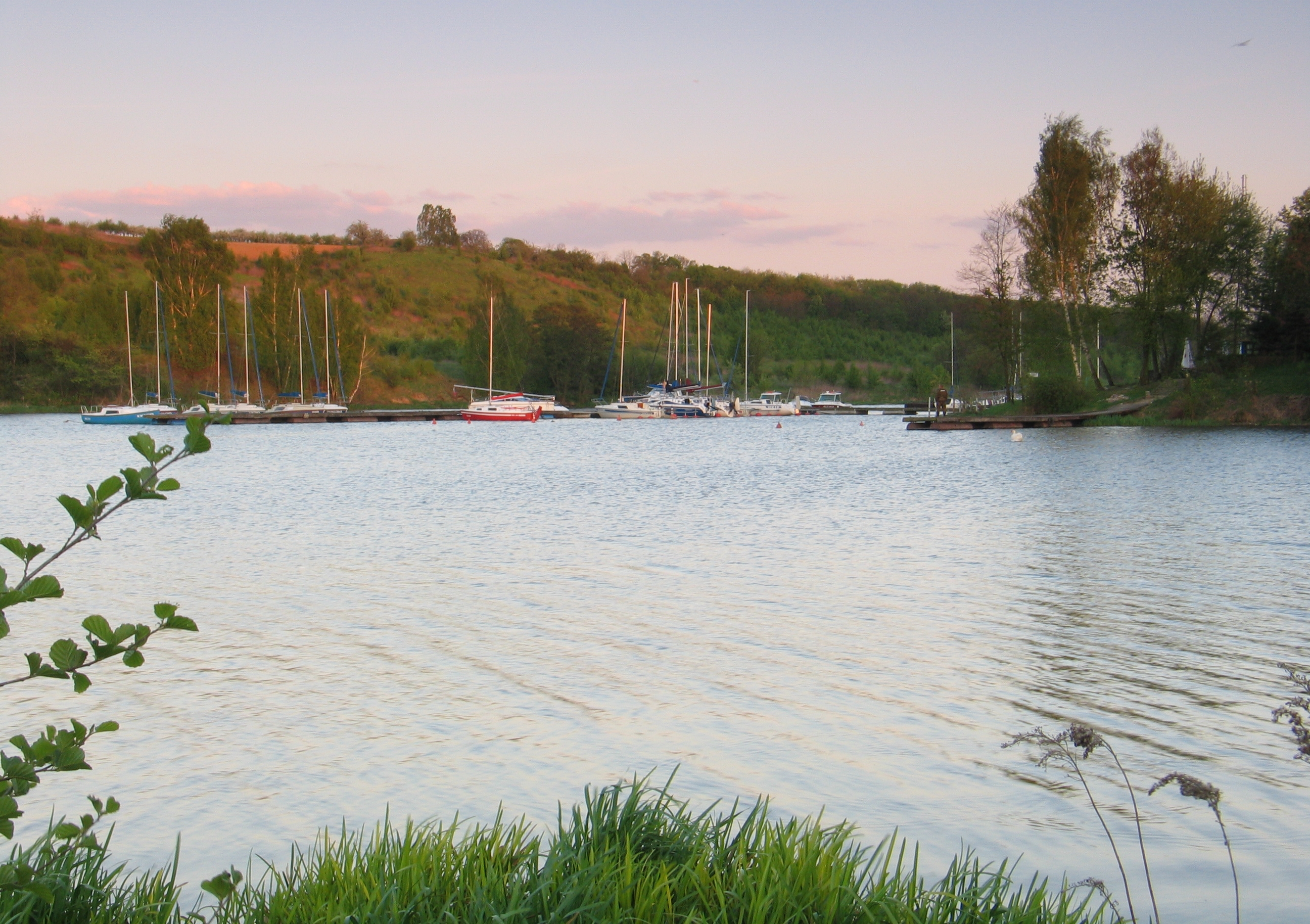
Zátoka v Zarzeczewě

Marina Zarzeczewo je włocławský dok pro menší lodě a plachetnice na pravém břehu řeky Visly (Włocławského jezera, 672,50 km), který se nachází ve čtvrti Zawisle, na sídlišti Zarzeczewo, nedaleko vesnice Zarzeczewo. Do malé zátoky, u které je marina, teče řeka Chełmiczka a Svatý potok. Kdysi byl ještě před vesničkou Zarzeczewo na Visle ostrov, asi kilometr dlouhý. Dnešní zátoka vznikla po postavení přehrady ve Włocławku a vytvoření největšího umělého jezera v Polsku. 
Investice „Kotviště v Zarzeczewie“ byla zahájena v roce 1973. V rámci tohoto projektu, který byl od začátku spojen s vývojem firmy Zakłady Azotowe Włocławek (dnešní Anwil SA), bylo oficiálně v roce 1975 a reálně v roce 1976 otevřeno Středisko vodních sportů. V tomto středisku byla také otevřena plachetní sekce „Flauta“, která poté fungovala pod názvem Yacht Club Azoty (dnes Yacht Club Anwil). Od roku 1977 YCA pravidelně organizuje regaty, z nichž nejvýznamnější je regata o „Modrou stuhu Wloclawské laguny“. Této akce se každý rok účastní přes 80 jachet a více než 300 námořníků. V marině Zarzeczewo se také konají kurzy pro námořníky a kormidelníky.